# Partito Azione Cittadina
Il Partito Azione Cittadina (in spagnolo: Partido Acción Ciudadana - PAC) è un partito politico della Costa Rica di orientamento progressista e socialdemocratico fondato il 5 dicembre 2000 a seguito di una scissione dal Partito Liberazione Nazionale.
Partecipa come osservatore al Foro de São Paulo.

## Storia
Il partito è riuscito a catalizzare il voto di protesta dei cittadini costaricani in seguito allo scandalo che ha coinvolto i vertici del PUSC e che ha determinato il crollo di quest'ultimo.

## Presidenti della Repubblica
- Luis Guillermo Solís (2014 - 2018)
- Carlos Alvarado Quesada (2018 - 2022)

## Risultati elettorali
| Elezione          | Voti    | %     | Seggi   |
| ----------------- | ------- | ----- | ------- |
| Parlamentari 2002 | 334.162 | 21,96 | 14 / 57 |
| Parlamentari 2006 | 409.030 | 25,34 | 17 / 57 |
| Parlamentari 2010 | 334.636 | 17,61 | 11 / 57 |
| Parlamentari 2014 | 480.969 | 23,48 | 13 / 57 |
| Parlamentari 2018 | 347.703 | 16,27 | 10 / 57 |
| Parlamentari 2022 | 44.622  | 2,15  | 0 / 57  |